# Сітало Сергій Володимирович
Сергі́й Володи́мирович Сіта́ло (20 грудня 1986, Магадан, СРСР) — український футболіст, голкіпер ковалівського «Колоса». Вихованець ДЮСШ «Дніпро» (Дніпропетровськ). Викликався до юнацької збірної України, однак жодного матчу в її складі так і не провів.

## Життєпис
Сергій Сітало народився в Магадані. Виступи на рівні ДЮФЛ розпочав у луганських командах ЛВУФК та СДЮШОР «Україна», однак згодом перейшов до групи підготовки дніпропетровського «Дніпра». На початку 2003 року отримав виклик до юнацької збірної України, однак жодного матчу в її складі так і не провів, обмежившись перебуванням на лаві запасних у двох іграх. На професійному рівні дебютував 23 квітня 2004 року в поєдинку «Дніпра-2» з краснопільським «Явором», вийшовши на заміну на 57-й хвилині матчу.
Наступним клубом Сергія став київський «Арсенал», у системі якого Сітало перебував три сезони, однак не зміг стати навіть беззаперечно основним воротарем дублюючого складу. Втративши надію пробитися до основи «канонірів», голкіпер перейшов до лав дніпродзержинської «Сталі», де відіграв півсезону та залишив клуб, приставши на пропозицію свердловського «Шахтаря».
Наступним клубом Сітала стала алчевська «Сталь», у складі якої він двічі поспіль здобував бронзові нагороди першої ліги чемпіонату України. 21 лютого 2011 році Сергій підписав з сімферопольською «Таврією» дворічний контракт з можливістю пролонгації угоди ще на рік. 4 листопада того ж року він провів дебютний поєдинок у Прем'єр-лізі, не пропустивши жодного м'яча у грі з луганською «Зорею».
12 вересня 2014 року Сітало підписав контракт із чернігівською «Десною», за яку грав до кінця 2015 року.
1 березня 2016 року знову став гравцем «Арсенала».
З березня 2016 року по січень 2019 року Сергій Сітало грав за київський «Арсенал».

## Досягнення
- Чемпіон першої ліги чемпіонату України (1): 2017/18
- Бронзовий призер першої ліги чемпіонату України (2): 2009/10, 2010/11

## Особисте життя
Сергій Сітало одружений. Дружина — Дарина, економіст за спеціальністю. Весілля відбулося 17 грудня 2011 року в Луганську.